# Ross Partridge
Ross Partridge (Kingston, Nueva York; 26 de febrero de 1968) es un actor, productor, guionista y director estadounidense. Ha trabajado en varias películas de la productora Trigger Street Productions, propiedad de Kevin Spacey, incluyendo Interstate 84 como escritor y director y el documental America Rebuilds: A Year at Ground Zero, narrado por el mismo Spacey.
Su trabajo más reconocido es la película de 2015 Lamb, la cual Partridge escribió, dirigió y protagonizó. También hace parte del elenco de la serie de ficción Stranger Things.

## Filmografía
| Año  | Película                      | Rol                | Notas                |
| ---- | ----------------------------- | ------------------ | -------------------- |
| 2018 | Ballers                       | Sean               | 1 episodio           |
| 2016 | Stranger Things               | Lonnie Byers       | 4 episodios          |
| 2016 | Lamb                          | David Lamb         | Director y guionista |
| 2015 | Secret in Their Eyes          | Ellis              |                      |
| 2014 | The Midnight Swim             | Josh               |                      |
| 2013 | Mutual Friends                | Sammy              |                      |
| 2012 | The Playback Singer           | Ray Tomassi        |                      |
| 2012 | Siren                         | Carl               |                      |
| 2012 | Mutual Friends                | Sammy              |                      |
| 2011 | The Off Hours                 | Oliver             |                      |
| 2011 | Low Fidelity                  | Brandon            |                      |
| 2010 | The Lake Effect               | Rob                |                      |
| 2010 | The Freebie                   | Bartender          |                      |
| 2010 | Christopher Dispossessed      | Chris              |                      |
| 2009 | Feed the Fish                 | Joe Peterson       |                      |
| 2008 | Prom Night                    | Hombre de negocios |                      |
| 2008 | Baghead                       | Matt               |                      |
| 2007 | As the World Turns            | Milo Shaughnessy   | 4 episodios          |
| 1999 | Black and White               | Michael Clemence   |                      |
| 1997 | The Lost World: Jurassic Park | Hombre curioso     |                      |
| 1993 | Amityville: A New Generation  | Keyes Terry        |                      |
| 1992 | Kuffs                         | Robert             |                      |